# Károly Ereki
Károly Ereki (en alemán: Karl Ereky; 20 de octubre de 1878 - 17 de junio de 1952) fue un ingeniero agricultor de origen húngaro. A él se le adjudica la creación del término biotecnología en 1919 y es considerado por algunos como el padre de la biotecnología.